# Буравлёв, Юрий Матвеевич
Юрий Матвеевич Буравлёв (укр. Юрій Матвійович Буравльов; род. 27 марта 1926, Москва) — советский и украинский учёный, доктор технических наук (1970), профессор (1984), Заслуженный профессор Донецкого национального университета.
Автор более 400 научных работ, в том числе 15 монографий, а также 22 авторских свидетельства на изобретения. Создатель научной школы по проблемам оптимизации процессов химико-технологической обработке металлов и сплавов.

## Биография
Родился 27 марта 1926 года в Москве.
В 1943 году окончил среднюю школу в селе Большая Грибановка Воронежской области и в этом же году поступил на металлургический факультет в Московский институт стали и сплавов (ныне Национальный исследовательский технологический университет «МИСиС»), который с отличием окончил в 1948 году по специальности «инженер-металлург».
В 1948—1963 годах работал в Свердловске (ныне Екатеринбург) научным сотрудником Уральского института черных металлов, защитив в 1958 году кандидатскую диссертацию. В 1959 году Госкомитетом по внешним связям при Совете Министров СССР был откомандирован на один год в Индию для организации лабораторий спектрального анализа и подготовки кадров спектроскопистов на Бхилайском металлургическом заводе. В 1963—1966 годах был заведующим отделом спектральных методов исследования Украинского института сталей, сплавов и ферросплавов Министерства чёрной металлургии в Запорожье. В 1966—1978 годах руководил отделом микронеоднородности металлов и сплавов Донецкого физико-технического института Академии наук УССР и в этот период защитил докторскую диссертацию на тему «Изучение влияния структуры, состава и размеров пробы на результаты спектрального анализа сплавов» (1969).
В 1978—1981 годах Юрий Матвеевич заведовал кафедрой рентгенометаллофизики, в 1981—1984 годах был проректором по научной работе, а в 1984—1988 годах — заведующим кафедрой физики металлов Донецкого государственного университета. С 1988 года работал профессором кафедры физики твердого тела и физического материаловедения этого же университета, который в 2000 году стал называться Донецкий национальный университет. С 2008 года профессор кафедры нанофизики. Под его руководством были защищены кандидатские и докторские диссертации, в том числе аспирантами из Сирии и Бангладеш.
Наряду с научно-педагогической, занимался общественной деятельностью — избирался народным депутатом Донецкого городского совета XVI—XVIII созывов, был членом правления общества «Знание» Украинской ССР, член правления и президиума Донецкого областного общества «Знание», которое наградило его знаком «За активную работу».
В 1991 году Ю. М. Буравлёву было присвоено почетное звание «Заслуженный деятель науки и техники УССР». В этом же году он был избран действительным членом Академии инженерных наук Украины по отделению «Металловедение и металлургия» и награждён Почетной грамотой Министерства образования Украины. В 2000 году был удостоен знака «Отличник образования Украины».